# Michał Benisławski

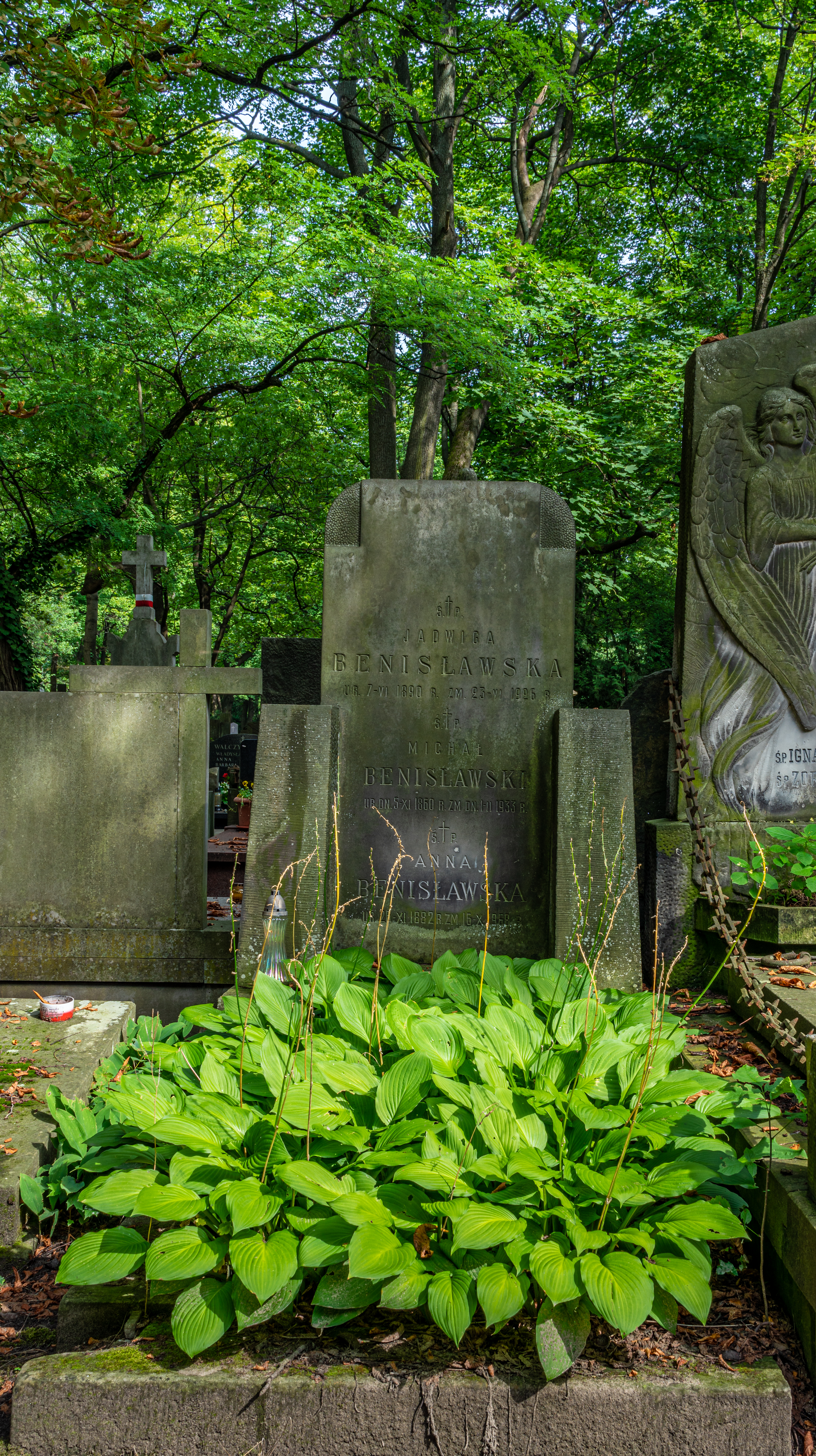
Grób Michała Benisławskiego na cmentarzu Powązkowskim

Michał Benisławski herbu Pobóg, Михаил Михайлович Бениславский, Mihails Benislavskis (ur. 5 listopada 1860 w Inflantach Polskich w majątku Uzułmujża/Ozolmuiža (им. Узульмуйжа) w ówczesnym powiecie rzeczyckim guberni witebskiej, obecnie na Łotwie - zm. 1 lutego 1933 w Warszawie) – polski inżynier, handlowiec i manager żeglugowy.
Urodził się w polskiej rodzinie szlacheckiej, syn Michała Benisławskiego (Михаил Александрович Бениславский) (1826—1868) i Idy Jadwigi z d. Szadurskiej (Ида Ядвига Шадурская) herbu Ciołek (1841—1905). Uczęszczał do gimnazjum w Mitawie, ukończył gimnazjum w Rydze i studiował na wydziale handlowym Politechniki Ryskiej (1881–1882). Przebywał na praktykach w Stanach Zjednoczonych (Chicago) i Niemczech. Był zatrudniony w duńskiej firmie maklerskiej P. Bornholdt and Co. w Rydze, założycielem i dyrektorem zarządzającym Rosyjskiego Wschodnio-Azjatyckiego Towarzystwa Żeglugowego (Русское Восточно-Азиатское Пароходство) w Petersburgu (1899-). Wybrany posłem do II Dumy Państwowej z guberni witebskiej (1907). Pełnił funkcję konsula generalnego Danii w Petersburgu (1904-1918). Następnie powierzono mu pełnienie funkcji dyrektora zarządzającego Polskiego Transatlantyckiego Towarzystwa Okrętowego - PTTO (Polish Transatlantic Shipping Company Limited) w Gdyni (1930–1932), również jego prezesa rady nadzorczej (1931-), jak i prezesa Związku Armatorów Polskich (1932). 
Pochowany w grobowcu rodzinnym na cmentarzu Powązkowskim w Warszawie (kwatera 107-6-16).